# Boarmia multipunctata
Boarmia multipunctata är en fjärilsart som beskrevs av Paul Dognin 1909. Boarmia multipunctata ingår i släktet Boarmia och familjen mätare. Inga underarter finns listade i Catalogue of Life.